# Karel Fleischmann

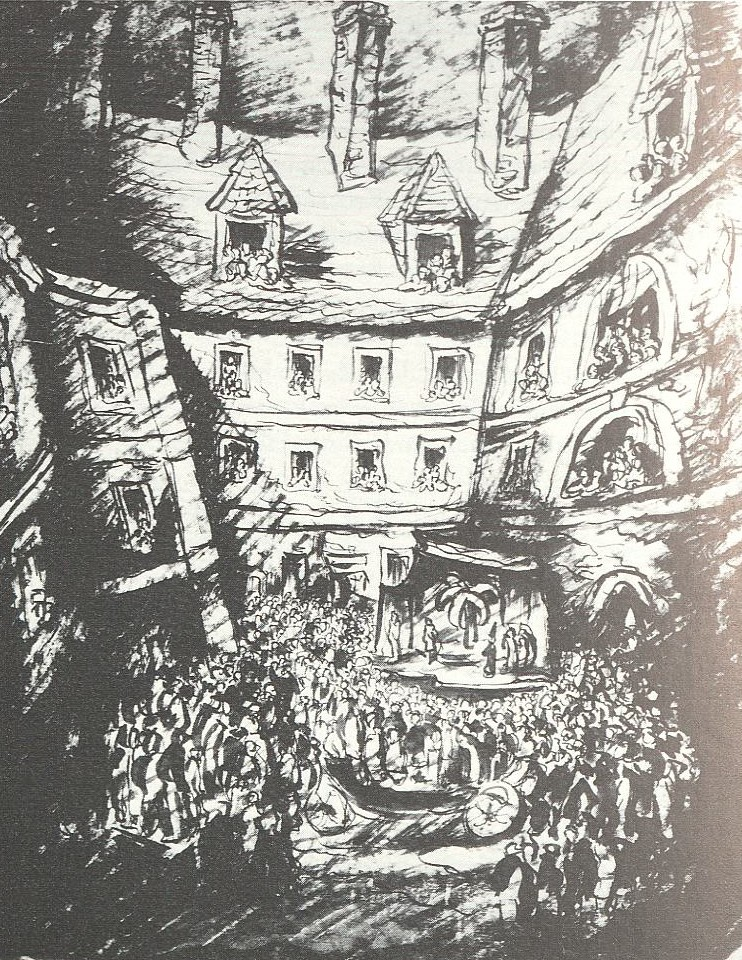
Konzert im Hof der Magdeburger Kaserne im Ghetto Theresienstadt

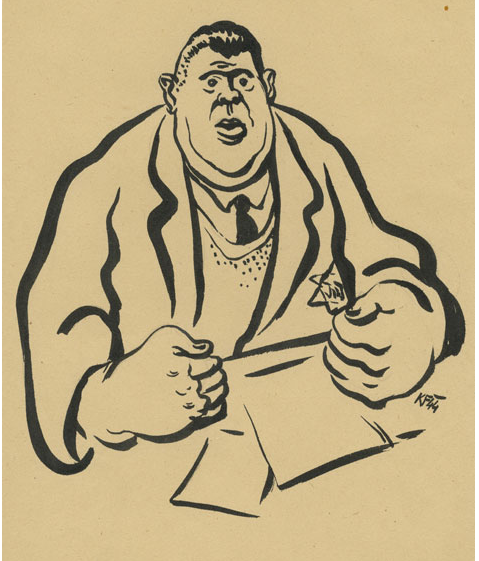
Benjamin Murmelstein (1944)

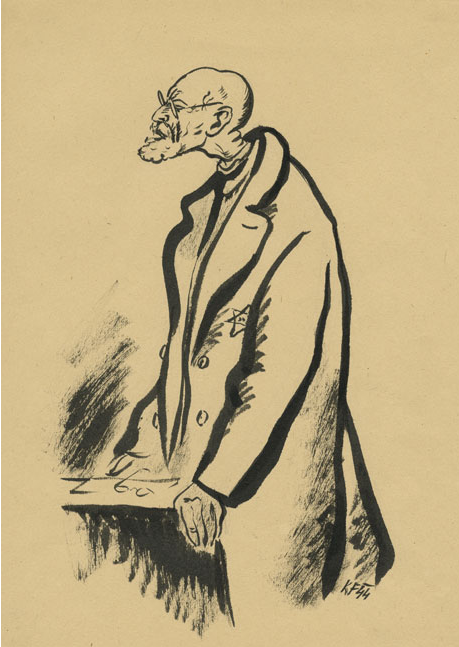
Alfred Philippson (1944)

Karel Fleischmann, auch Karl, (geboren 22. Februar 1897 in Klattau, Österreich-Ungarn; gestorben 23. Oktober 1944 im KZ Auschwitz) war ein tschechoslowakischer Maler, Schriftsteller und Arzt.

## Leben
Karl Fleischmann war ein Sohn des Lithographen und Kalligraphen Adolf Fleischmann (gestorben 1934) und der Franziska Fleischmann. Er besuchte das Gymnasium in České Budějovice und studierte von 1916 bis 1922 Medizin an der Karls-Universität in Prag. Nebenher besuchte er auch eine Zeichenschule. Fleischmann praktizierte die nächsten Jahre als Dermatologe in České Budějovice. 
Er gehörte Anfang der 1930er Jahre zu den Gründungsmitgliedern der avantgardistischen Künstlergruppe „Linie“ und schrieb in deren gleichnamiger Zeitschrift. In der südböhmischen Regionalzeitung Jihočeský list publizierte er Gedichte und einen Fortsetzungsroman unter dem Pseudonym Al Terego, i.e. alter ego. Fleischmann hatte eine erste Ausstellungsbeteiligung bei der Vereinigung südböhmischer Künstler, er malte Porträts, Blumenstillleben, fertigte Zeichnungen, Linolschnitte und Lithographien. 
Nach der Zerschlagung der Tschechoslowakei 1939 und der deutschen Besetzung musste er aus rassistischen Gründen seine Arztpraxis aufgeben. Aus dem Jahr 1940 existiert eine Porträtzeichnung, die der Künstler und Holocaustüberlebende David Friedmann angefertigt hat. Fleischmann wurde am 18. April 1942 in das Ghetto Theresienstadt deportiert, wo er als Arzt und Organisator der Krankenpflege tätig war. Fleischmann fertigte einige Hundert Bleistift-, Kohle- und Federzeichnungen über das Ghettoleben. 
Am 23. Oktober 1944 wurde er in das Konzentrationslager Auschwitz deportiert und dort ermordet.

## Publikationen (Auswahl)
- Grafika. Budweis: Edice Linie, 1932
- Návrat : Tříšť roků a lidí . Budweis: Edice Linie, 1933
- Peští do oblak. Budweis: Edice Linie, 1937